# Mardin (stad)
Mardin (Aramees: ܡܪܕܝܢ, Arabisch: ماردين, Koerdisch: Mêrdîn, Armeens: Մարդին) is een stad in de gelijknamige Turkse provincie Mardin, gelegen op de rotsen van een voormalige vulkaan en bevindt zich in het westelijke deel van de regio Tur Abdin. De stad telt 129.990 inwoners en staat bekend om haar karakteristieke Aramese architectuur en de culturele diversiteit in de historische binnenstad, waar verschillende religieuze en etnische gemeenschappen samenleven.

## Geschiedenis
Tijdens de Romeinse periode stond de stad bekend als Mardia, een verbastering van de Neo-Aramese benaming die fort betekent. In het Aramees wordt de stad Mardé genoemd, terwijl ze in het Grieks als Margdis en in het Arabisch als Mardin bekendstaat. De stad kent een lange en rijke geschiedenis, beïnvloed door verschillende beschavingen, waaronder de Hurrieten, Arameeërs, Armeniërs, Amorieten en Babyloniërs.
Akkadische inscripties uit het begin van de 13e eeuw v.Chr., gevonden in de stad Shibaniba (het huidige Tell Billa), vermelden Mardin als onderdeel van de Aramese stadstaat Bit-Zamani, geregeerd door Ammi-Ba’al. In de 6e eeuw v.Chr. werd de stad ingelijfd door het Achaemenidische Rijk, waarna Alexander de Grote haar in 330 v.Chr. veroverde. Tussen 150 v.Chr. en 250 n.Chr. kwam Mardin opnieuw onder Aramese heerschappij en maakte het deel uit van het koninkrijk Osroene, dat geregeerd werd door de Abgar-dynastie. Nadat het Romeinse Rijk de regio veroverde, werd deze gevormd tot de provincie Mesopotamië. Volgens latere tradities zouden de inwoners van Mardin al in de 1e eeuw n.Chr. door de apostelen Thomas en Thaddeus tot het christendom zijn bekeerd.

### Moderne geschiedenis
Op 15 augustus 1915 werden de Aramese en Armeense bewoners van de stad het slachtoffer van de Sayfo en Armeense Genocide. De stad die toentertijd een inwoneraantal had van ±35.000, onder wie 12.000 Arameeërs en 6.000 Armeniërs, werd bijna volledig van christenen gezuiverd. Van 1850 tot aan de genocide bevond de zetel van het hoofd van de Syrisch-Katholieke Kerk zich in Mardin. Na de genocide werd het gebouw van de Patriarchaatkerk door het leger gebruikt tot 1988, toen het Ministerie van Cultuur het gebouw er in 1995 het Mardin Museum bouwde. De zetel van de Syrisch-orthodoxe patriarch, die sinds 1293 gevestigd was in Mardin, werd na meer dan 800 jaar in 1933 verplaatst naar Homs (destijds gelegen in het Frans Mandaat Syrië), nadat patriarch Ignatius Elias III door op bevel van Atatürk gedwongen werd het land te verlaten.
Isaac Armalet een Syrisch-Katholieke geleerde werd tijdens de genocide ook gearresteerd door het Ottomaanse leger, maar later vrijgelaten. Tijdens de Eerste Wereldoorlog verbleef hij in Mardin, waar hij getuige was van de Aramese  genocide, die hij beschrijft in zijn boek The Utmost of Christian Calamities.

Het eerste bloedbad werd gemeld in het begin van maart [1915] nabij Mardin. (…) Een paar dagen later werden in Mardin mannen van alle christelijke denominaties; Armeniërs en Syriërs, op bevel van de gouverneur op het stadsplein verzameld en vervolgens naar het 'kasteel' geleid, zijn woonplaats. Zonder een precieze datum te geven, vermeldt pater Armalet dat ze tijdens deze zielige stoet door de kronkelende straten van de stad werden bespuugd en met stenen bekogeld werden door moslimvrouwen en -kinderen.(...) te midden van het bloeddorstige geschreeuw van de bevolking: 'Je gaat sterven zoals jullie Christus!'

## Bevolking

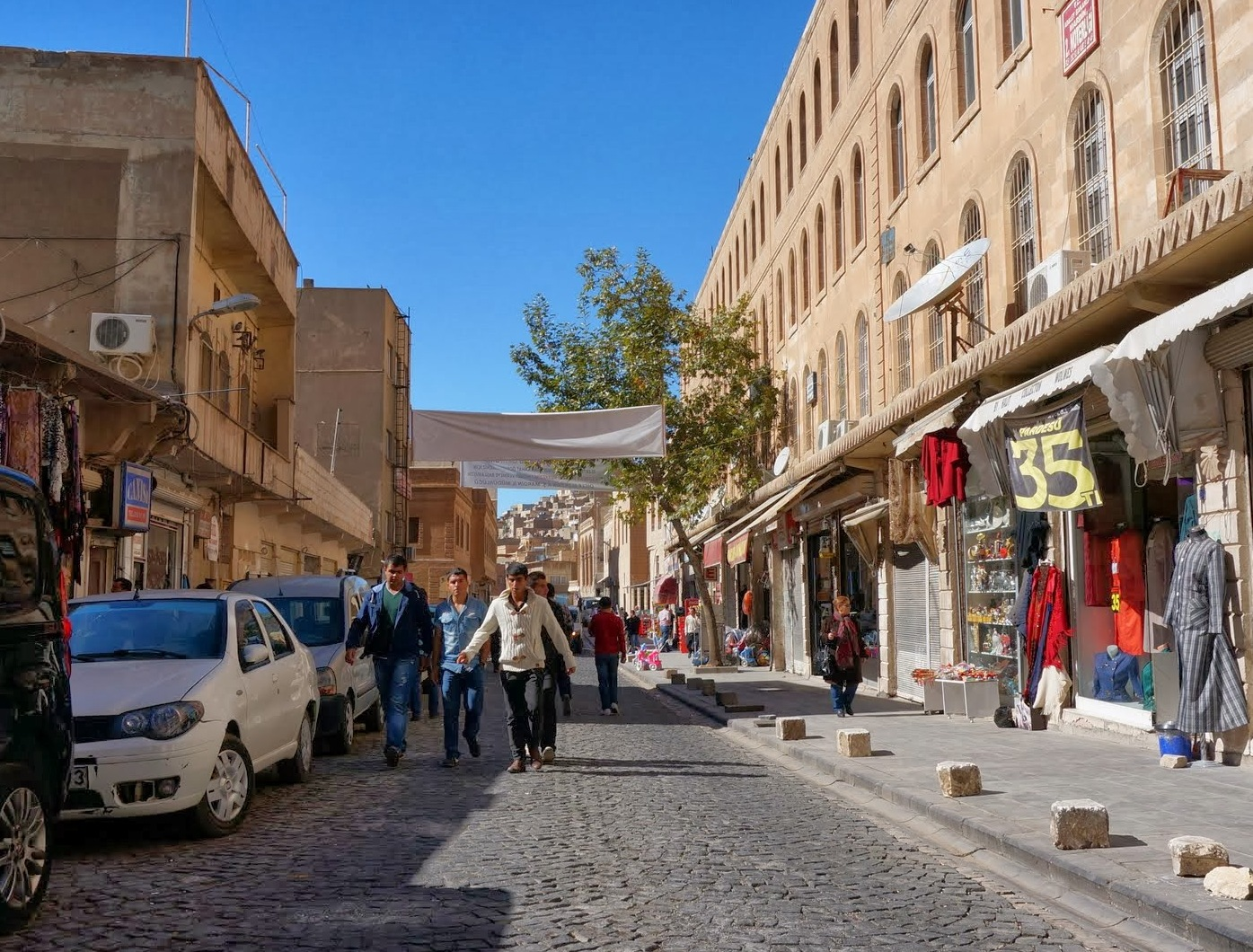
Het straatbeeld in Mardin

Op 31 december 2019 had Mardin 122.036 inwoners, wat een stijging van 40% betekende ten opzichte van de 87.315 inwoners tien jaar eerder. Sinds de grootstedelijke hervormingen in 2012 maakt Mardin deel uit van het district Artuklu, samen met 64 omliggende dorpen. Eind 2021 telde het district in totaal 186.622 inwoners. De grootste dorpen binnen het district zijn Gökçe, Ortaköy en Kabala, die elk meer dan 8.500 inwoners hebben.
Mardin heeft een diverse bevolkingssamenstelling, met ongeveer even grote groepen Koerden en Arabieren. Daarnaast is er een kleinere gemeenschap van Arameeërs en een beperkt aantal Armeniërs.

## Bezienswaardigheden
Mardin wordt vaak beschouwd als een openluchtmuseum vanwege de vele historische en culturele bezienswaardigheden in de stad. Daarnaast is de stad opgenomen op de werelderfgoedlijst van UNESCO onder de naam *Mardin Cultural Landscape*.

### Kerken en kloosters
- Mor Hananyo-klooster – Een klooster gelegen op 5 km ten zuidoosten van Mardin, gebouwd in 493 n.Chr. Tot aan 1932 was dit de zetel en verblijfplaats van de patriarch van de Syrisch-orthodoxe Kerk.
- Mor Behnamkerk – Een Syrisch-orthodoxe kerk, vernoemd naar Behnam en Saro, de zoon en dochter van een heerser, gebouwd in 569 n.Chr.
- Mor Mihailkerk – Een Syrisch-orthodoxe kerk in het zuiden van Mardin.
- Mor Simunikerk – Een Syrisch-orthodoxe kerk, omringd door een voortuin met Aramese architectuur.
- Mor Cerciskerk – Een Syrisch-orthodoxe kerk.
- Mor Petrus-en-Pauluskerk – Een Chaldeeuws-Katholieke Kerk.
- Mor Hirmizkerk – Een Chaldeeuws-Katholieke Kerk
- Mariakerk – Een Syrisch-Katholieke kerk, gebouwd in 1895.
- Surp Kevorkkerk (Rode Kerk) – Een Armeens-apostolische kerk, gerenoveerd in 2015.
- Mor Yusufkerk (Surp Hovsep; Sint Jozef) – Een Armeens-Katholieke kerk.

### Moskeeën
- Ulu Camii – De grootste moskee van de stad.
- Melik Mahmutmoskee
- Abdüllatifmoskee (Latfiyemoskee)
- Reyhaniyemoskee – De op een na grootste moskee van Mardin.
- Hamidiyemoskee (Zebunimoskee) – Gebouwd in de 15e eeuw en vernoemd naar patroon Şeyh Hamit Effendi.
- Şeyh Çabukmoskee – Gebouwd in de 14e eeuw en huisvest de tombe van patroon Şeyh Çabuk.

## Geboren
- Mozes van Mardin, Syrisch-Orthodoxe bisschop en bijbelgeleerde
- Avedis Bedros XIV Arpiarian (1856-1937), katholikos-patriarch
- Iknadios Bedros XVI Batanian (1899-1979), katholikos-patriarch
- Yousuf Karsh (1908-2002), potretfotograaf
- Orhan Doğan (1955-2007), politicus en jurist
- Rashid Moussa (1959), zanger
- Sultan Kösen (1982), boer en langste levende man op aarde
- Okan Alkan (1992), voetballer
- Mehmet Şerif Torun (1958), zanger en acteur (ook bekend als Brader Mûsikî of Brader Torun)
- Isaac Armalet (1879-1954) een Syrisch-katholieke, historicus en ooggetuige van de Aramese Genocide.

## Galerij

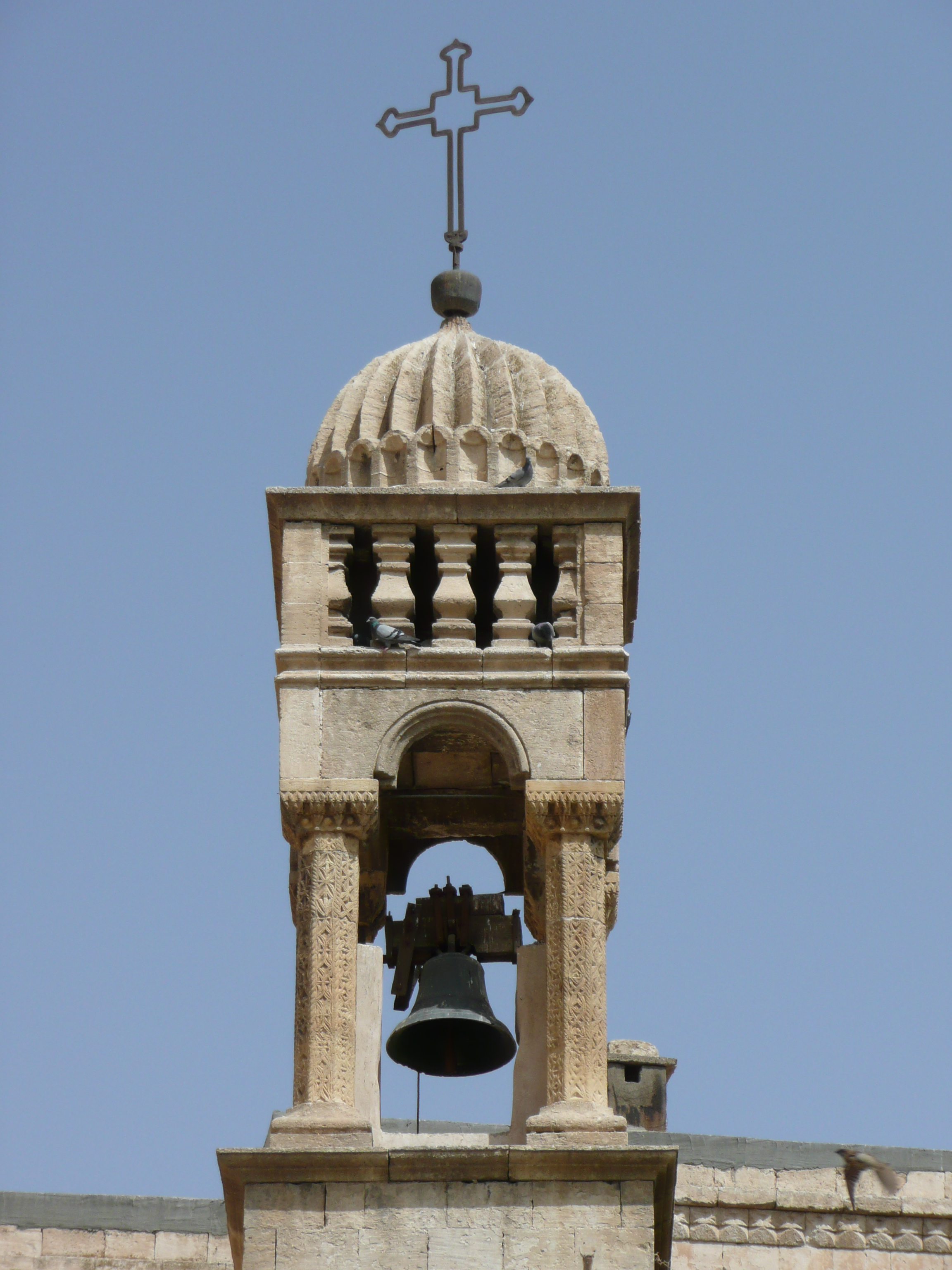
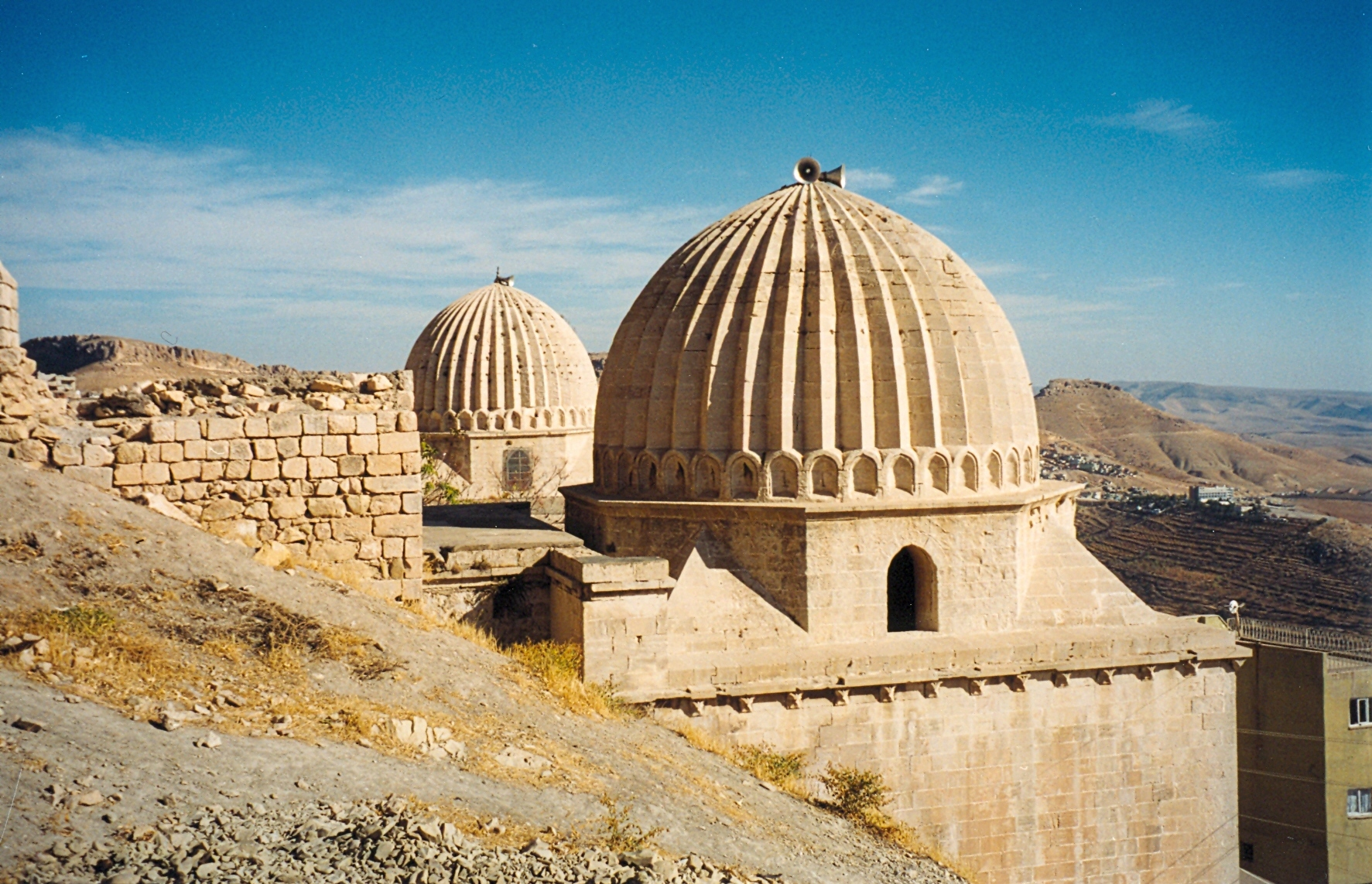
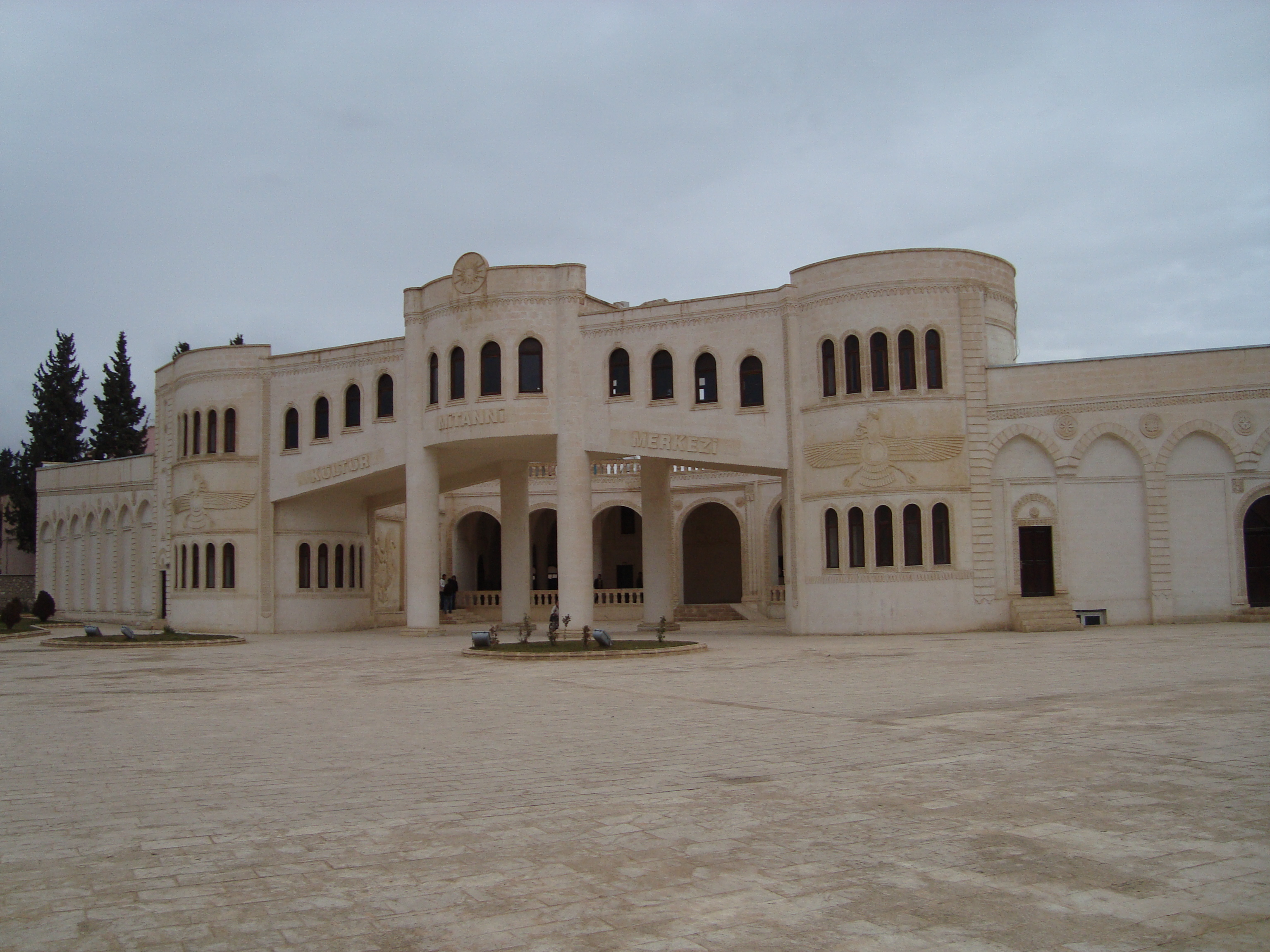
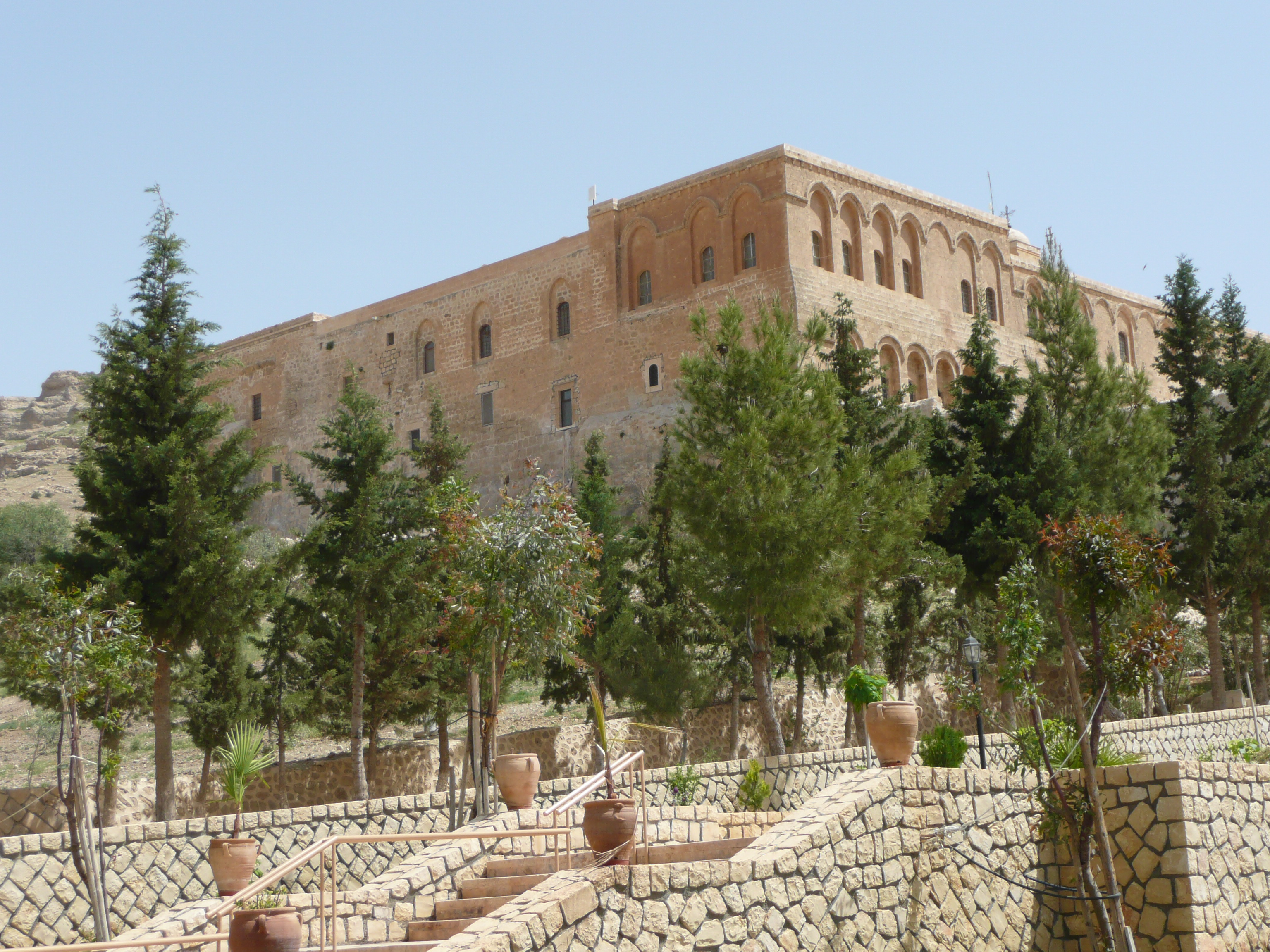
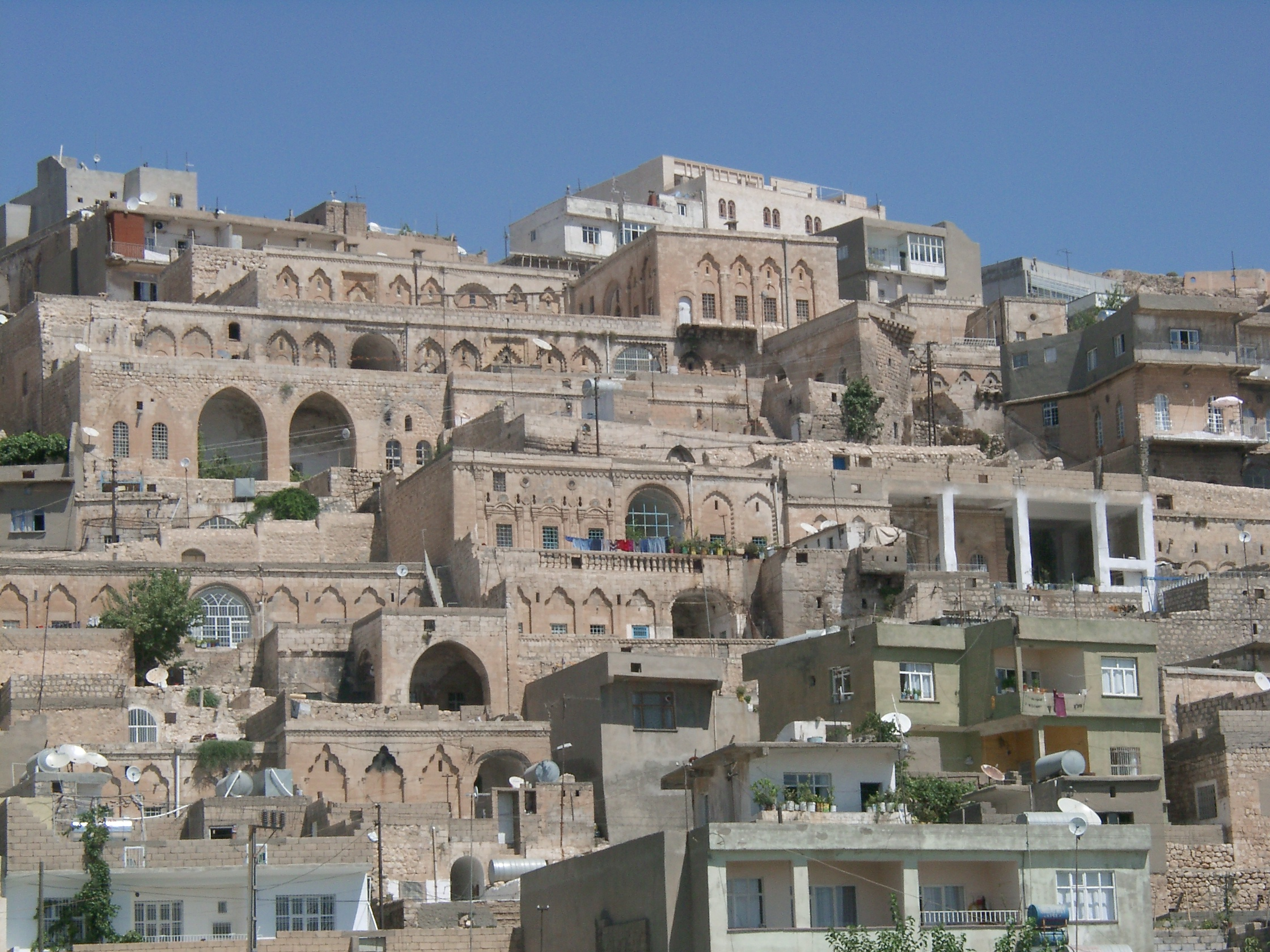
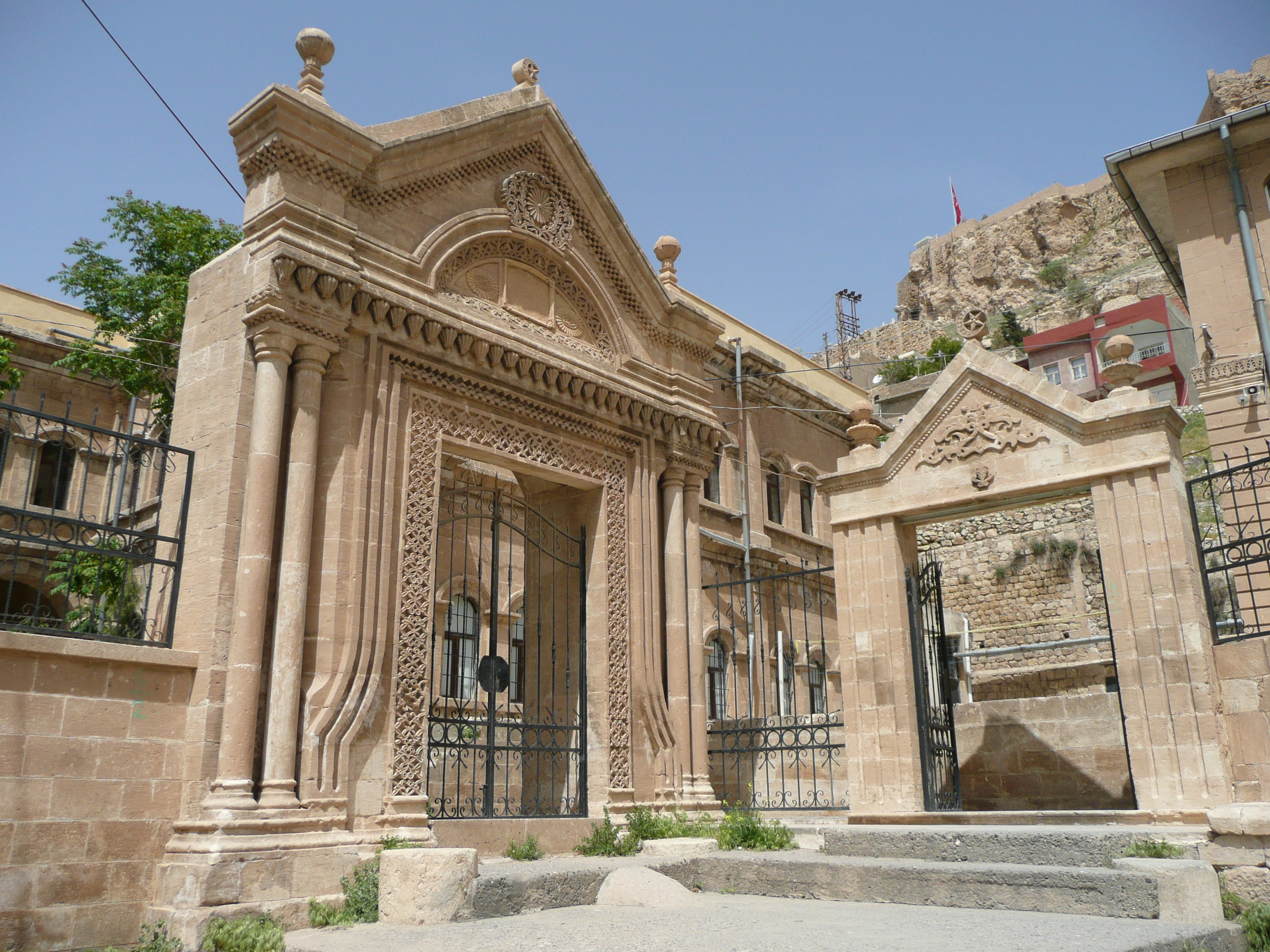
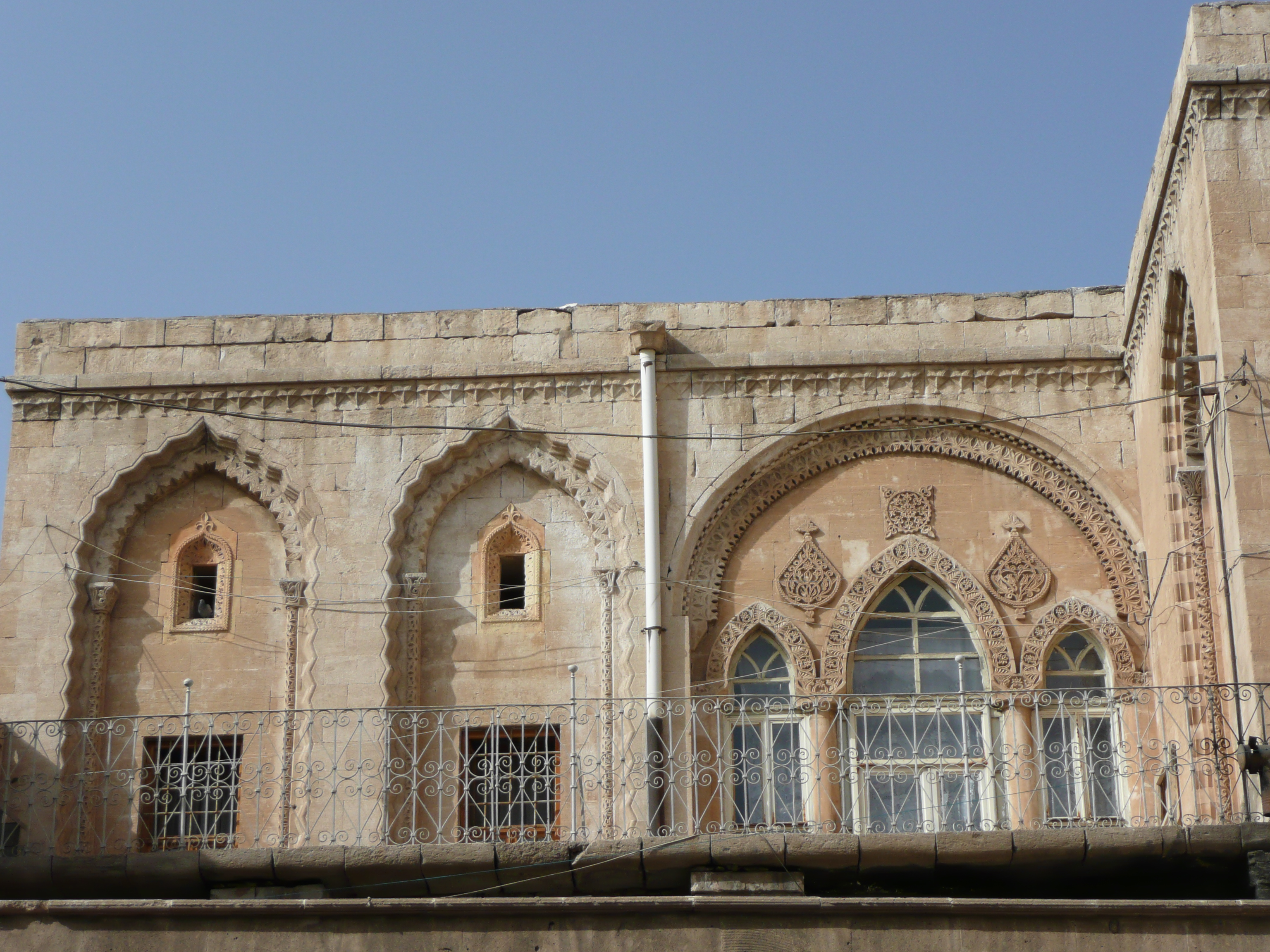
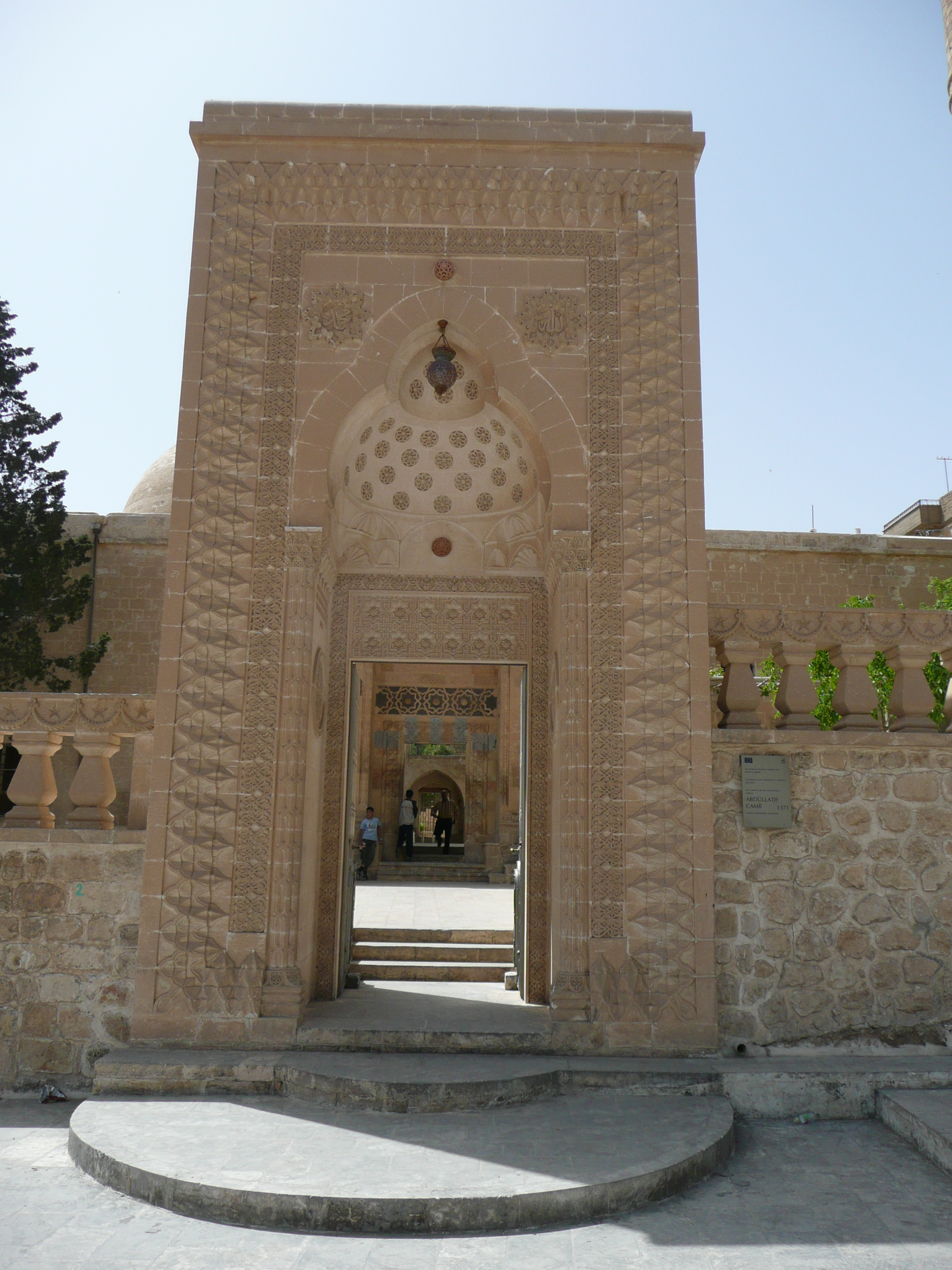
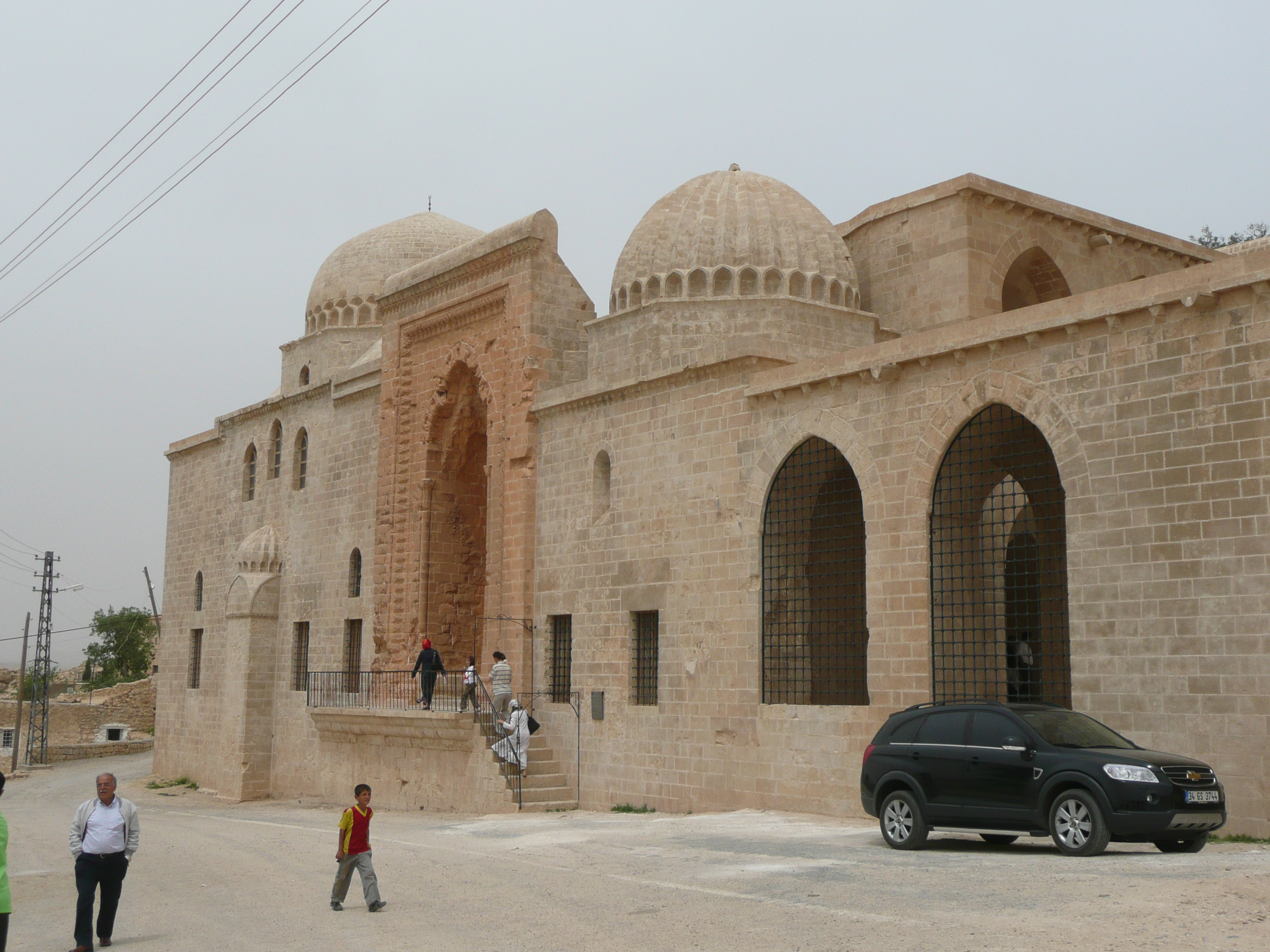
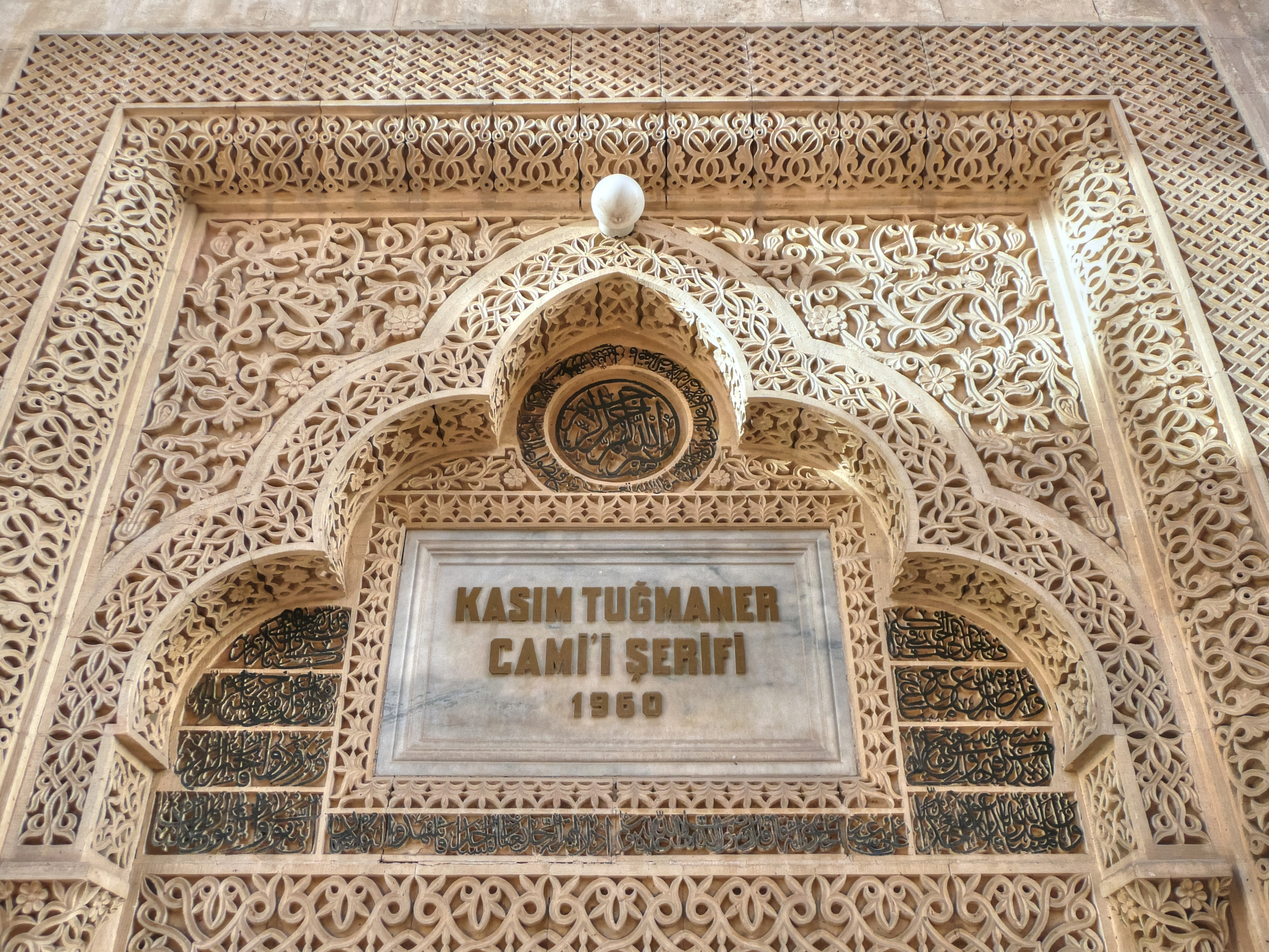